# Cara ou coroa

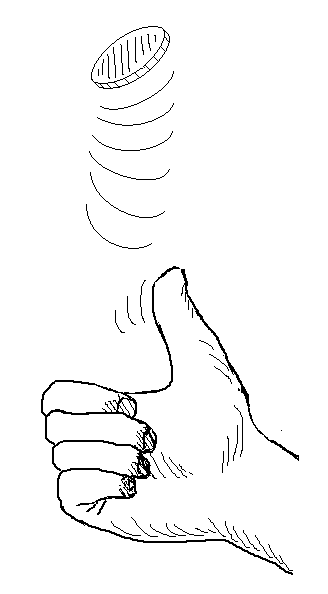
Arremesso de uma moeda, comum em disputas de "cara ou coroa".

Cara ou Coroa é um jogo simples, que consiste em se atirar uma moeda ao ar para então verificar qual de seus lados ficou voltado para cima após sua queda. É comumente utilizado para se escolher entre duas alternativas ou para resolver uma disputa entre duas partes. Esse método de escolha tem necessariamente apenas duas possibilidades de resultado, as quais têm a mesma probabilidade de ocorrência.
Um uso frequente é a decisão de quem fará o movimento inicial em alguma atividade. No futebol, por exemplo, a moeda decide quem ficará com o direito de opção pelo campo ou pela bola.
O Cara ou Coroa já foi importante para resolver impasses maiores: nos EUA, em 1845, Asa Lovejoy e Francis Pettygrove jogaram a moedinha para saber quem escolheria o nome da nova cidade do estado de Oregon. Pettygrove levou a melhor e nomeou a cidade como Portland.

## História

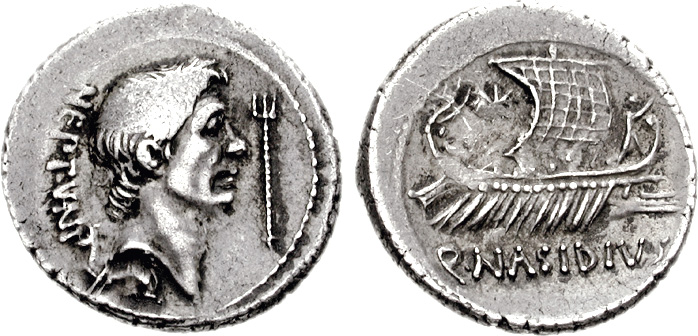
Uma moeda romana com a cabeça de Pompeu, o Grande no anverso e um navio no reverso

O lançamento de moedas era conhecido pelos romanos como navio aut caput ("navio ou cabeça"), pois algumas moedas tinham um navio de um lado e a cabeça do imperador do outro. Na Inglaterra, isso era conhecido como cruz e pilha.

## Processo
As partes em disputa decidem qual face da moeda corresponderá a cada uma delas. Se o primeiro escolher uma das faces, ao outro, necessariamente, corresponderá a face oposta. Em se tratando de um processo de escolha, a pessoa designa, a seu critério, qual das alternativas atribuirá a cada um dos lados da moeda.
A moeda é então lançada ao ar, de modo que gire em torno de seu próprio eixo, e sua queda é aparada com as mãos. Em alguns casos, pode-se preferir esperar que a moeda caia no chão. Vence a parte que escolheu a face da moeda que ficou voltada para cima. No caso de um processo de escolha, decide-se pela opção anteriormente designada àquele lado da moeda.
A moeda pode ser de qualquer tipo, desde que tenha duas faces distintas; não precisa ser uma moeda circulante como tal. Moedas maiores tendem a ser mais populares do que as menores. Alguns lançamentos de moedas de alto perfil, como a Copa do Mundo de Críquete e o Super Bowl, usam medalhões cerimoniais feitos sob medida.

## Origem e Nomenclatura
Este jogo surgiu na Roma Antiga, e era conhecido como navia aut caput, “cara ou navio”, em referência à moeda que trazia de um lado o rosto do deus da mitologia Janus e, do outro, uma embarcação.
Em português, a expressão Cara ou coroa, tem origem nas antigas moedas portuguesas, que numa face tinham gravada a imagem de um rosto (cara) e o valor da moeda e, na outra, um brasão ou as armas da coroa.
No jogo Cara ou Coroa, quem vence? A resposta é deveras simples: nas moedas de real, a “cara” é o lado que tem um rosto; e a “coroa” é o outro lado, o do valor da moeda, mesmo sem coroa.
O anverso de uma moeda é a sua face principal e, em geral, traz a efígie do soberano do País ou as indicações de maior importância (o nome BRASIL, por exemplo). Desse modo, o reverso é a face oposta ao anverso, a qual traz os dados de importância secundária, como o próprio valor monetário da moeda.

Em espanhol usa-se a nomenclatura “cara" e "cruz” e, em inglês, “heads” (cabeças) e "tails” (caudas) para designar, respectivamente, o anverso e o reverso das moedas. 

## Probabilidade eEstatística

### Estudo de Métodos
Dentre os métodos de estudo das probabilidades o Cara ou Coroa está no princípio do Método Clássico onde o cálculo é feito com base em um resultado provável divido pela quantidade de resultados possíveis. Comparado à escolha de uma carta em um baralho (1/52 ou 2% aproximadamente) ou de um número extraído do lançamento de um dado (1/6 ou 16%) a probabilidade estatística do lançamento de uma moeda cair do lado escolhido é de exatamente 50%, não sendo possível a preferência em eventos executados de forma natural.
Certa vez, um pesquisador inglês, de nome John Kerrich, resolveu tirar a prova e concluiu que a probabilidade de vitória é de praticamente 50% para cada lado. Kerrich jogou a mesma moeda para o alto 10 mil vezes e anotou todos os resultados. Foram 5.067 caras e 4.933 coroas, ou seja, uma probabilidade de 50,67% de acerto em cara e 49,33% em coroa. Essa "discrepância ínfima" é explicada pelo fato de uma moeda usual não constituir um objeto idealmente honesto (ou seja, a massa de uma das faces não é idêntica à da outra). Mesmo assim, como os valores são muito próximos, estatisticamente a chance de cair cara ou coroa continua igual.
Segundo uns Pesquisadores da Universidade de British Columbia, no Canadá, com um pouco de prática é possível predizer o resultado do cara ou coroa em dois terços dos lançamentos. Para eles, a face da moeda que fica para cima no ponto mais alto do lançamento tem mais probabilidade de cair virada para cima. Isso porque a moeda não gira simetricamente enquanto está no ar. Mas outros fatores também estão envolvidos no resultado, como a altura em que a moeda é lançada e o ângulo em que pegamos ela de volta.

## Loterias
O jogo de loteria da Nova Zelândia Big Wednesday usa um sorteio. Se um jogador acertar todos os 6 números, o sorteio decidirá se ele ganha um jackpot em dinheiro (mínimo de NZ$25.000) ou um jackpot maior com prêmios de luxo (mínimo de NZ$2 milhões em dinheiro, mais o valor dos prêmios de luxo). O sorteio também é usado para determinar o prêmio do vencedor da Segunda Chance.